# Distretto di Grand Port
Grand Port è uno dei nove distretti di Mauritius situato nella parte sud-est dell'isola. Ha una superficie di 260,3 km² e 112 997 abitanti.
Il capoluogo del distretto è la città di Mahébourg, antica capitale di Mauritius situata nella parte meridionale del distretto, nei pressi della quale si trova l'unico aeroporto della nazione, l'aeroporto Internazionale Sir Seewoosagur Ramgoolam. La parte settentrionale del distretto presenta vallate con boschi e fiumi. Nella parte orientale, il clima, ha reso possibile le coltivazioni del tè.
Grand Port fu battezzata Old Grand Port per i primi olandesi che avvistarono queste terre. Realizzarono un porto lungo la costa, nei pressi di Mahébourg, all'interno della baia di Grand Port. Realizzato dagli olandesi, successivamente fu utilizzato dai francesi, l'abitato ricorda il passato coloniale dell'isola.

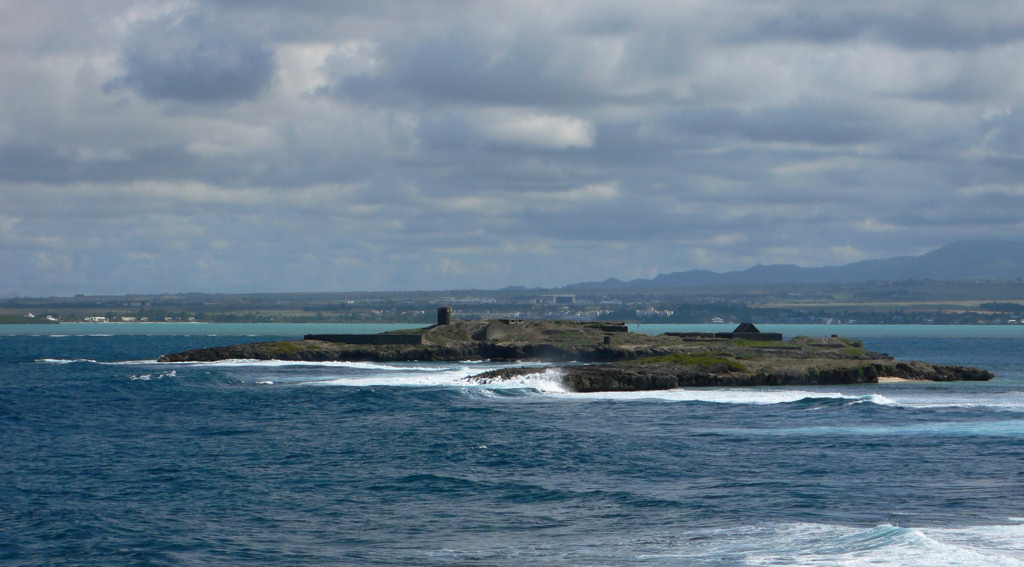
L'isola de la Passe